# 微笑的魚
《微笑的魚》，是青禾動畫3位導演林博良、段奕倫和石昌杰改編幾米原著繪本創作的动画，獲第56屆柏林影展兒童單元特別獎，試圖用3D表現2D手繪的質感。背景是一座城市，有男主角家、魚缸和上下班路線，片长10分鐘沒有對白。。